# الهجوم الصاروخي على تعز ديسمبر 2015
الهجوم الصاروخي على تعز ديسمبر 2015 كان ضربة قام به الجيش اليمني الموالي لعلي عبد الله صالح والحوثيون بصاروخ أو تي آر-21 توشكا الباليستي ضد معسكر عسكري كان يستخدمه جنود التحالف الذي تقوده السعودية جنوب غرب مدينة تعز. أدت الضربة إلى سقوط عشرات الضحايا على صفوف التحالف كما تم الإبلاغ عن 150 إصابة. يشمل هذا الرقم 23 سعودي و 16-18 سودانيا و 9 مغاربة و 7 جنود إماراتيين الذين قتلوا في الهجوم. كما يقول ناشطون من الحوثيين إنهم قتلوا ما لا يقل عن 42 مرتزقا من شركة بلاك ووتر الخاصة في الهجوم الصاروخي.